# 2008年夏季奧林匹克運動會男子公路自行車個人計時賽
2008年夏季奧林匹克運動會的自行車比賽－男子公路個人計時賽於2008年8月13日在城區公路自行車賽場舉行。

## 赛前热门
赛前的夺金热门包括2007年世界公路自行车錦標賽男子个人计时赛冠军法比安·坎切拉拉 以及来自德国的斯特凡·舒马赫，他在2008年环法自行车赛两个个人计时赛中都取得了赛段冠军。 其他夺牌热门包括美国车手戴维·扎布里斯基，澳大利亚车手迈克尔·罗杰斯和卡德尔·埃文斯。埃文斯本来宣布因膝伤退出个人计时赛，并将自己的参赛名额给罗杰斯 ，但他奇迹般地康复，因此国际自行车联合会向埃文斯颁发了外卡。美国车手利瓦伊·莱法伊默，西班牙车手阿尔韦托·孔塔多尔，意大利车手马尔齐奥·布鲁塞吉尼和俄罗斯车手丹尼斯·缅绍夫也是夺牌热门。

## 比赛
男子公路自行车个人计时赛赛道全长47.6公里，由2圈长23.8公里的环形赛道组成。每一圈需爬坡约305米，然后平缓下坡。39名个人计时赛车手分成3组，每组间隔一小时出发，赛前夺金热门大多在最后一组出发。每组中的两名车手间隔1分30秒出发。
第一组13名车手完成比赛后，加拿大选手斯韦恩·塔夫特以1小时4分39秒的成绩暂时领先，第二名罗伯特·赫辛克（荷兰车手）落后23秒。 在第二组车手比赛结束后，美国车手戴维·扎布里斯基和俄罗斯车手丹尼斯·缅绍夫发挥不佳，让斯韦恩·塔夫特仍处于领先。
最强的选手都来自于第三组。瑞典车手古斯塔夫·拉松，倒数第七个出发，最终以快斯韦恩·塔夫特近两分钟的成绩完赛。尾随古斯塔夫·拉松出发的美国车手利瓦伊·莱法伊默，以落后拉松36秒的成绩完赛。赛前夺金大热门、世界个人计时赛冠军法比安·坎切拉拉，最后一个出发。尽管他在最后一个计时点仍落后拉松6秒，但最终以33秒的优势夺冠。另一位夺金热门德国车手斯特凡·舒马赫，以落后坎切拉拉3分多钟的成绩完赛。最终，法比安·坎切拉拉以1小时2分11秒的成绩夺金，古斯塔夫·拉松和利瓦伊·莱法伊默分别获得银铜牌。

## 比賽成績
| 排名 | 选手                              | 时间    |
| ---- | --------------------------------- | ------- |
| 金牌 | 法比安·坎切拉拉（瑞士）           | 1:02:11 |
| 銀牌 | 古斯塔夫·拉松（瑞典）             | 1:02:44 |
| 銅牌 | 利瓦伊·莱法伊默（美国）           | 1:03:21 |
| 4    | 阿尔韦托·孔塔多尔（西班牙）       | 1:03:29 |
| 5    | 卡德尔·埃文斯（）                 | 1:03:34 |
| 6    | 萨穆埃尔·桑切斯（西班牙）         | 1:04:37 |
| 7    | 斯韦恩·塔夫特（加拿大）           | 1:04:39 |
| 8    | 迈克尔·罗杰斯（）                 | 1:04:46 |
| 9    | 斯特夫·克莱门特（荷兰）           | 1:04:59 |
| 10   | 罗伯特·赫辛克（荷兰）             | 1:05:02 |
| 11   | 史蒂夫·卡明斯（英国）             | 1:05:07 |
| 12   | 戴维·扎布里斯基（美国）           | 1:05:17 |
| 13   | 斯特凡·舒马赫（德国）             | 1:05:25 |
| 14   | 贝尔特·格拉布希（德国）           | 1:05:26 |
| 15   | 温琴佐·尼巴利（意大利）           | 1:05:36 |
| 16   | 赖德·赫斯耶达尔（加拿大）         | 1:05:42 |
| 17   | 雷恩·塔拉梅（爱沙尼亚）           | 1:05:47 |
| 18   | 弗拉基米尔·卡佩茨（俄罗斯）       | 1:05:52 |
| 19   | 克里斯·安高·瑟伦森（丹麦）        | 1:05:55 |
| 20   | 丹尼斯·缅绍夫（俄罗斯）           | 1:06:10 |
| 21   | 瓦西里·基里延卡（白俄罗斯）       | 1:06:12 |
| 22   | 马尔齐奥·布鲁塞吉尼（意大利）     | 1:06:20 |
| 23   | 金·基尔兴（卢森堡）               | 1:06:29 |
| 24   | 安德烈·米祖罗夫（）               | 1:06:32 |
| 25   | 圣地亚哥·博特罗（哥伦比亚）       | 1:06:35 |
| 26   | 马克西姆·蒙福尔（比利时）         | 1:07:12 |
| 27   | 拉斯洛·博德罗吉（匈牙利）         | 1:07:27 |
| 28   | 西蒙·什皮拉克（斯洛文尼亚）       | 1:07:34 |
| 29   | 马捷·尤尔乔（斯洛伐克）           | 1:07:52 |
| 30   | 马蒂亚斯·梅迪西（阿根廷）         | 1:07:53 |
| 31   | 戴维·乔治（南非）                 | 1:07:55 |
| 32   | 安德烈·格里夫科夫（乌克兰）       | 1:08:01 |
| 33   | 布里安·巴克·万德堡（丹麦）        | 1:08:10 |
| 34   | 普热梅斯瓦夫·涅梅茨（波兰）       | 1:08:43 |
| 35   | 侯赛因·阿斯卡里（伊朗）           | 1:08:46 |
| 36   | 赖维斯·贝洛赫沃希克斯（拉脱维亚） | 1:08:54 |
| 37   | 杰尼斯·科斯秋克（乌克兰）         | 1:09:04 |
| 38   | 马蒂亚·克瓦西纳（克罗地亚）       | 1:09:06 |
| 39   | 别府史之（日本）                  | 1:11:05 |